# YoYo Games
A YoYo Games é uma empresa britânica de desenvolvimento de software com sede em Dundee, Escócia. De fevereiro de 2015 a janeiro de 2021, a empresa foi propriedade da Playtech, que foi então vendida para a Opera Software para lançar sua nova divisão de jogos.

## História
A YoYo Games foi fundada em 2007 por Michel Cassius, Sandy Duncan, Spencer Hyman e James North-Hearn, ex-executivos da indústria de entretenimento e videogame. Duncan foi nomeado CEO da empresa. Em 26 de janeiro de 2007, Mark Overmars anunciou sua parceria com uma empresa sediada em Dundee, Escócia, chamada YoYo Games.
A empresa estabeleceu seu escritório europeu em Dundee em maio de 2010, abrindo um escritório na Universidade de Abertay com dois membros da equipe. A empresa emprega atualmente mais de 25 funcionários. A YoYo Games anunciou planos para criar mais 25 posições, nos próximos 18 meses, em desenvolvimento de sistemas, engenharia de software, vendas e atendimento ao cliente. Os funcionários serão contratados para ajudar a empresa a acompanhar a rápida evolução do mercado global de jogos e a demanda pelo Game Maker: Studio. Para acomodar esta expansão, em junho de 2013, a YoYo Games mudou de seu antigo local dentro da Universidade de Abertay  para um novo espaço de escritório na reconstrução do Waterfront de Dundee.  Em 16 de fevereiro de 2015, foi anunciado que a Playtech adquiriu a YoYo Games por £ 10,65 milhões (US$ 16,4 milhões). Pouco depois, Duncan saiu de cargo. Mais tarde, ele foi substituído por James Cox como gerente geral, que deixou o cargo em outubro de 2018 para ser substituído por Stuart Poole em janeiro de 2019.
Playtech vendeu YoYo Games para Opera Software por 10 milhões de dólares em janeiro de 2021. A Opera anunciou com a aquisição da YoYo que estava lançando uma nova divisão de jogos Opera junto com seu software de navegador.